# Diecezja Kankan
Diecezja Kankan (łac.: Dioecesis Kankanensis) – rzymskokatolicka diecezja  w Gwinei obejmująca swoim zasięgiem część terytorium kraju.
Siedziba biskupa znajduje się przy Katedrze w Kankanie.

## Historia
- Diecezja Kankan powstała 17 listopada 1993;

## Biskupi
- ordynariusz: bp Alexis Tagbino

## Podział administracyjny
W skład diecezji Kankan wchodzi 8 parafii.

## Główne świątynie
- Katedra: Katedra w Kankanie